# Liste von Lyrikpreisen
Liste von Literaturpreisen, die international, national oder regional ausschließlich oder vorwiegend an Lyriker oder für Lyrik vergeben werden.
Die Tabelle ist sortierbar, bei der Sortierung nicht berücksichtigte Namensteile erscheinen kursiv.
Die Spalte Land / Sprache spezifiziert, an wen oder wofür verliehen wird. Deutschland heißt hier, das der Preis an in Deutschland geborene oder in Deutschland lebende oder für in Deutschland erschienene Werke verliehen wird. Deutsch heißt, dass der Preis an deutschsprachige Autoren oder auf Deutsch oder für im deutschen Sprachraum erschienene Werke verliehen wird.
Preise werden auch dann einem Land oder einer Sprache zugeordnet, wenn gelegentlich an Autoren außerhalb des Landes oder Sprachraums verliehen wird.
Der bei der Dotierung genannte Betrag bezieht sich auf den ersten Preis, wenn mehrere Preise vergeben werden.
| Name                                                                    | Land / Sprache                    | vergeben von                                                                            | seit                     | bis  | Turnus | Dotierung                        | Ergänzendes                                         |
| ----------------------------------------------------------------------- | --------------------------------- | --------------------------------------------------------------------------------------- | ------------------------ | ---- | ------ | -------------------------------- | --------------------------------------------------- |
| Albert-Rotter-Lyrikpreis                                                |                                   | Freie Autorengemeinschaft „Collegium poeticum“, Eppertshausen                           | 1985                     |      | 1 J.   | 150–250 €                        |                                                     |
| Alfred-Gruber-Preis                                                     | Deutsch                           | Südtiroler Landesregierung                                                              | 1993                     |      | 2 J.   | 3.500 €                          | zusammen mit Lyrikpreis Meran verliehen             |
| Anke Bennholdt-Thomsen-Lyrikpreis                                       | Deutsch                           | Deutsche Schillerstiftung                                                               | 2010                     |      | 2 J.   | 10.000 €                         |                                                     |
| Arena-Lyrikpreis Riehen                                                 | Deutsch                           | Arena Literaturinitiative Riehen                                                        |                          |      |        | 1.000 SFr                        |                                                     |
| Badener Lyrikbewerb                                                     | Deutsch                           | Art Experience, Baden (Niederösterreich)                                                |                          |      |        |                                  |                                                     |
| Ballymaloe International Poetry Prize                                   | Englisch                          | Zeitschrift The Moth, Cavan, Irland                                                     | 2012                     |      | 1 J.   | 10.000 €                         |                                                     |
| Basler Lyrikpreis                                                       | Deutsch                           | Basler Lyrikgruppe                                                                      | 2008                     |      | 1 J.   | 10.000 SFr                       | im Rahmen des Internationalen Lyrikfestivals Basel; |
| Behçet-Necatigil-Lyrikpreis                                             |                                   |                                                                                         |                          |      |        |                                  |                                                     |
| Lyrikpreis der Brasilianischen Akademie für Literatur                   |                                   |                                                                                         |                          |      |        |                                  |                                                     |
| Bridport Prize                                                          |                                   | Bridport Arts Centre, Bridport                                                          | 1973                     |      | 1 J.   | 10.000 £                         |                                                     |
| Boga-Tinti-Lyrikpreis                                                   |                                   |                                                                                         |                          |      |        |                                  |                                                     |
| Bungei-Hanron-Lyrikpreis                                                | Japanisch                         | Bungei Hanron Verlag                                                                    |                          |      |        |                                  | Sparte Lyrik                                        |
| Cholmondeley Award                                                      | UK                                | Society of Authors                                                                      | 1966                     |      | 1 J.   | 1.500–2.500 £                    |                                                     |
| Christian-Wagner-Preis                                                  | Deutsch                           | Christian-Wagner-Gesellschaft                                                           | 1992                     |      | 2 J.   | 10.000 €                         |                                                     |
| Christine-Busta-Lyrikpreis                                              | Deutsch                           | Österreichischer Schriftstellerverband                                                  | 2006                     | 2006 |        |                                  |                                                     |
| Christine-Lavant-Preis                                                  |                                   | Stadt Wolfsberg (Kärnten)                                                               | 2016                     |      | 1 J.   | 15.000 €                         |                                                     |
| Clemens-Brentano-Preis                                                  | Deutsch                           | Stadt Heidelberg                                                                        | 1993                     |      | 1 J.   | 10.000 €                         | Sparte Lyrik wird im Turnus vergeben;               |
| Dorothy Livesay Poetry Prize                                            | Englisch / British Columbia       | BC Book Prizes Board                                                                    | 1986                     |      | 1 J.   |                                  |                                                     |
| Dorstener Lyrikpreis                                                    | Deutsch                           | Literarischer Arbeitskreis Dorsten                                                      | 2003                     |      | 5 J.   |                                  |                                                     |
| Dresdner Lyrikpreis                                                     | Deutsch / Tschechisch             | Stadt Dresden                                                                           | 1996                     |      | 2 J.   | 5.000 €                          |                                                     |
| Dulzinea Lyrikpreis                                                     | Deutsch                           | Zeitschrift Dulzinea                                                                    |                          |      |        | 1.000 €                          |                                                     |
| Dylan Thomas International Poetry Award                                 | Englisch                          | University of Wales, Trinity Saint David                                                | 2014                     |      |        | 2.000 £                          |                                                     |
| Düsseldorfer Lyrikpreis                                                 | Deutsch                           | Literaturbüro Nordrhein-Westfalen                                                       | 1995                     | 1996 | 1 J.   | 1.000 DM                         |                                                     |
| Edith-Heine-Lyrikpreis                                                  | Deutsch                           | Stiftung Kulturwerk Schlesien                                                           | 2011                     |      | 1 J.   | 500 €                            |                                                     |
| Else-Lasker-Schüler-Lyrikpreis                                          | Deutsch                           | Else-Lasker-Schüler-Gesellschaft                                                        | 1994                     | 1996 |        |                                  |                                                     |
| Ennigerloher Dichtungsring                                              | Deutschland / Nordrhein-Westfalen | Alte Brennerei Schwake, Kulturzentrum der Stadt Ennigerloh                              | 2002                     |      | 1 J.   | 300 €                            |                                                     |
| Ernst-Jandl-Preis                                                       | Deutsch                           | Bundesministerium für Bildung und Frauen, Österreich                                    | 2001                     |      | 2 J.   | 14.600 €                         |                                                     |
| Ernst-Meister-Preis für Lyrik                                           | Deutschland                       | Stadt Hagen                                                                             | 1981                     |      | 2–3 J. |                                  |                                                     |
| Fedor-Malchow-Lyrikpreis                                                |                                   | Schriftstellerverband Schleswig-Holstein                                                | 1994                     | 1996 | 2 J.   |                                  |                                                     |
| Feldkircher Lyrikpreis                                                  | Deutsch                           | Theater am Saumarkt in Feldkirch                                                        | 2003                     |      | 1 J.   |                                  |                                                     |
| Lyrikpreis des Festival Rilke                                           |                                   | Fondation Rainer Maria Rilke, Sierre                                                    |                          |      | 3 J.   |                                  |                                                     |
| Floriana-Preis                                                          | Deutsch                           | Marktgemeinde St. Florian bei Linz                                                      | 1993                     |      | 2 J.   | 7.000 €                          |                                                     |
| Forward Poetry Prize                                                    | Englisch                          | Forward Arts Foundation                                                                 | 1992                     |      | 1 J.   | 10.000 £                         |                                                     |
| Preis der Frankfurter Anthologie                                        | Deutsch                           | Frankfurter Allgemeine Zeitung                                                          | 1998                     |      | 1 J.   | 10.000 €                         | Preis für Interpreten von Lyrik                     |
| Lyrikpreis des Freien Deutschen Autorenverbandes                        |                                   | Freier Deutscher Autorenverband                                                         |                          |      |        |                                  |                                                     |
| Gendaishi-Techōshō-Lyrikpreis                                           | Japanisch                         | Shichō Verlag                                                                           | 1960                     |      | 1 J.   |                                  | Sparte: Lyrik                                       |
| Gerard-Bonnier-Lyrikpreis (Gerard Bonniers lyrikpris)                   | Schweden                          | Albert Bonniers Forlag                                                                  | 1978                     |      | 1 J.   | 100.000 Skr                      |                                                     |
| Georg-Trakl-Preis für Lyrik                                             | Deutsch / Österreich              | Stadt Salzburg / Land Salzburg                                                          | 1952                     |      |        | 7.500 €                          |                                                     |
| Goldener Ehrenring „Dem deutschen Gedicht“                              | Deutsch                           | Deutsches Kulturwerk Europäischen Geistes                                               | 1953                     |      |        |                                  |                                                     |
| Goldener Kranz                                                          | Mazedonisch                       | Internationales Festival von Struga (Struški večeri na poezijata)                       | 1961, international 1966 |      | 1 J.   |                                  | Die Abende der Poesie in Struga                     |
| Grand Prix de Poésie                                                    | Französisch                       | Académie française                                                                      | 1955                     |      | 1 J.   | 3.800 €                          |                                                     |
| Griffin Poetry Prize                                                    | Englisch                          |                                                                                         | 2001                     |      | 1 J.   | 75.000 CAD (insges. 200.000 CAD) |                                                     |
| Günter-Eich-Preis für Lyrik                                             | Deutsch                           | Land Salzburg                                                                           | 1984                     | 1990 |        | 40.000 öS                        | Lyrikpreis zum Rauriser Literaturpreis              |
| Lyrikpreis der Gustaf-Fröding-Gesellschaft                              |                                   |                                                                                         |                          |      |        |                                  |                                                     |
| Hafiz-Preis für Lyrik                                                   |                                   | Persischer Literatur-Club Hafiziyeh, Düsseldorf                                         |                          |      |        |                                  |                                                     |
| Haiku-und-Senryû-Preis                                                  | Deutsch                           | Zeitschrift Dulzinea                                                                    |                          |      |        | 250 €                            |                                                     |
| Hamburger Lyrikpreis                                                    |                                   |                                                                                         |                          |      |        |                                  |                                                     |
| Heinz-Weder-Preis für Lyrik                                             | Deutsch / Schweiz                 | Heinz und Hannelise Weder Stiftung, Bern                                                | 1999                     |      | 2 J.   | 10.000 SFr                       |                                                     |
| Hildesheimer Lyrik-Wettbewerb                                           | Deutsch                           | Forum Literatur Büro e. V.                                                              |                          |      | 1 J.   |                                  |                                                     |
| Hölty-Preis                                                             |                                   | Stadt Hannover                                                                          | 2008                     |      | 2 J.   | 20.000 €                         |                                                     |
| Horst-Bienek-Preis für Lyrik                                            | international                     | Bayerische Akademie der Schönen Künste                                                  | 1991                     |      | 2 J.   | 10.000 €                         |                                                     |
| Hubert Burda Preis für junge osteuropäische Lyrik                       | international                     | Hubert Burda Media                                                                      | 1999                     | 2010 | 1 J.   | 10.000 €                         |                                                     |
| Inge-Czernik-Förderpreis                                                | Deutsch                           | Czernik-Verlag „Edition L“                                                              | 1986                     | 2012 | 1 J.   |                                  |                                                     |
| International Hippocrates Prize for Poetry and Medicine                 | Englisch                          | Hippocrates Initiative                                                                  | 2009                     |      | 1 J.   | 5.000 £                          |                                                     |
| Lyrikpreis der Internationalen Bodenseekonferenz                        | Deutsch                           | Internationale Bodenseekonferenz                                                        |                          |      |        | 10.000 SFr                       | wechselnde Sparten;                                 |
| Irseer Pegasus                                                          | Deutsch                           | Regionalgruppe Schwaben des Verbandes deutscher Schriftsteller / Schwabenakademie Irsee | 1999                     |      | 1 J.   | 1.500 €                          |                                                     |
| Jirí-Orten-Lyrikpreis                                                   |                                   |                                                                                         |                          |      |        |                                  |                                                     |
| Joachim-Ringelnatz-Preis                                                | Deutsch                           | Stadt Cuxhaven                                                                          | 1986                     |      | 2 J.   | 15.000 €                         |                                                     |
| Jokers Lyrikpreis                                                       | Deutsch                           | Jokers, Buchhandelskette der Verlagsgruppe Weltbild                                     | 2003                     |      | 1 J.   | 1.000 €                          |                                                     |
| Józef-Baka-Lyrikpreis (Nagrodę poetycką im. ks. Józefa Baki)            |                                   |                                                                                         | 1990                     |      |        |                                  |                                                     |
| Jugend-Lyrik-Preis Stuttgart                                            | Deutschland / Stuttgart           | Stadt Stuttgart                                                                         | 2007                     |      | 1 J.   | 300 €                            |                                                     |
| Juhan-Liiv-Lyrikpreis (Juhan Liivi luuleauhind)                         | Estnisch                          | Gemeinde Alatskivi, Kreis Tartu                                                         | 1965                     |      | 1 J.   |                                  | 1970–1983 nicht verliehen;                          |
| Kärntner Lyrikpreis                                                     | Deutsch / Slowenisch              | Stadtwerke Klagenfurt                                                                   | 2008                     |      | 1 J.   | 3.000 €                          |                                                     |
| Lyrikpreis der Kolonne                                                  | Deutsch                           | Zeitschrift Die Kolonne                                                                 | 1929                     | 1932 |        |                                  |                                                     |
| Lyrikpreis beim Kunstpreis der Stadt Innsbruck                          | Deutsch                           | Stadt Innsbruck                                                                         | 1952                     |      | 2 J.   | 4.000 €                          | Sparte Lyrik unregelmäßig vergeben;                 |
| La Catalana de Lletres                                                  | Katalanisch                       | Radiosender Catalunya Cultura                                                           | 2003                     | 2006 | 1 J.   |                                  |                                                     |
| Lyrikpreis des Landes Uruguay                                           |                                   |                                                                                         |                          |      |        |                                  |                                                     |
| lauter niemand lyrikpreis                                               |                                   | Autoreninitiative u. Zeitschrift lauter Niemand                                         | 2003                     |      |        |                                  |                                                     |
| Leonce-und-Lena-Preis                                                   | Deutsch                           | Stadt Darmstadt                                                                         | 1968                     |      | 2 J.   | 8.000 €                          |                                                     |
| Lyrik-Stipendium „Literarisches Dresden“                                |                                   | Literarisches Dresden e. V.                                                             | 2012                     |      | 1 J.   | 2.700 €                          |                                                     |
| Literaturpreis des Kulturkreises der deutschen Wirtschaft               | Deutsch                           |                                                                                         | 2009                     |      | 2 J.   | 10.000 €                         | Sparte Poesie;                                      |
| Literaturwettbewerb für Lyrik und Kurzprosa der Künstlergilde Esslingen |                                   | Künstlergilde Esslingen                                                                 |                          |      | 1 J.   |                                  |                                                     |
| Looming-Lyrikpreis                                                      |                                   |                                                                                         |                          |      |        |                                  |                                                     |
| Lyrik-Debüt-Preis                                                       | Deutsch                           | Literarisches Colloquium Berlin                                                         | 1999                     | 2005 | 2 J.   | 5.000 €                          |                                                     |
| Lyrikpreis der Südpfalz                                                 | Deutsch                           | Landkreise Südliche Weinstraße und Germersheim sowie die Stadt Landau in der Pfalz      | 2020                     |      | 2 J.   | 10.000 €                         |                                                     |
| Lyrikpreis Meran                                                        | Deutsch                           | Südtiroler Landesregierung                                                              | 1993                     |      | 2 J.   | 8.000 €                          |                                                     |
| Lyrikpreis München                                                      | Deutsch                           | Münchner Literaturbüro                                                                  | 2010                     |      | 3 J.   | 15.000 €                         |                                                     |
| Lyrikpreis der Lyriktage Freudenstadt                                   |                                   |                                                                                         |                          |      |        |                                  | siehe Inge-Czernik-Förderpreis                      |
| Lyrischer Oktober                                                       |                                   |                                                                                         |                          |      |        |                                  | siehe Inge-Czernik-Förderpreis                      |
| Maria-Zittrauer-Lyrik-Förderpreis                                       | Österreich/Land Salzburg          | Gasteiner Kulturkreis                                                                   | 2004                     |      | 3 J.   | 2.000 €                          |                                                     |
| Medienpreis der RAI Südtirol                                            | Deutsch                           | RAI Südtirol                                                                            | 2006                     |      | 2 J.   | 2.500 €                          | zusammen mit Lyrikpreis Meran verliehen             |
| Mondseer Lyrikpreis                                                     | Deutsch                           | Gemeinde Mondsee                                                                        | 1998                     |      | 2 J.   | 7.500 €                          |                                                     |
| Montreal International Poetry Prize                                     | Englisch                          | Montreal International Poetry Prize, Montreal                                           | 2011                     |      | 1 J.   | 50.000 CAD                       |                                                     |
| Mundartwettbewerb Dannstadter Höhe                                      | Deutsch / Pfälzisch               | Verbandsgemeinde Dannstadt-Schauernheim                                                 | 1988                     |      | 1 J.   | 500 €                            | Sparte Lyrik;                                       |
| Murō-Saisei-Lyrikpreis                                                  | Japanisch                         |                                                                                         | 1960                     | 1967 | 1 J.   |                                  | Sparte Lyrik                                        |
| N. C. Kaser-Lyrikpreis                                                  | international                     | Verein der Bücherwürmer, Lana, Südtirol                                                 | 1988                     |      | 2 J.   | 10.000 €                         |                                                     |
| National Poetry Competition                                             | Englisch                          | Poetry Society, London                                                                  | 1978                     |      | 1 J.   | 5.000 £                          |                                                     |
| Necatigil-Lyrikpreis                                                    |                                   |                                                                                         |                          |      |        |                                  |                                                     |
| New Zealand Poet Laureate                                               | Neuseeland                        | National Library of New Zealand                                                         | 1997                     |      | 2 J.   | 100.000 NZ$                      |                                                     |
| Nikolaus-Lenau-Preis                                                    | Deutsch                           | Künstlergilde Esslingen                                                                 | 1985                     |      | 2 J.   | 5.500 €                          |                                                     |
| Norma Farber First Book Award                                           |                                   | Poetry Society of America                                                               | 1994                     |      | 1 J.   | 500 $                            |                                                     |
| Open Mike                                                               | Deutsch                           | Literaturwerkstatt Berlin                                                               | 1993                     |      | 1 J.   |                                  |                                                     |
| Österreichischer Staatspreis für Kinderlyrik                            | Deutsch                           | Österreich                                                                              | 1993                     |      |        | 8.000 €                          |                                                     |
| Pamir International Poetry Price                                        |                                   |                                                                                         |                          |      |        |                                  |                                                     |
| Pat Lowther Memorial Award                                              | Kanada                            | League of Canadian Poets                                                                | 1980                     |      | 1 J.   | 1000 kanadische Dollar           |                                                     |
| Patrick Kavanagh Poetry Award                                           |                                   |                                                                                         |                          |      |        |                                  |                                                     |
| Lyrikpreis des PEN-Clubs Liechtenstein                                  |                                   |                                                                                         |                          |      |        |                                  |                                                     |
| Peter-Huchel-Preis                                                      |                                   | SWR                                                                                     | 1984                     |      | 1 J.   | 15.000 €                         |                                                     |
| Poetic Republic Poetry Prize                                            | Englisch                          | Online-Community                                                                        | 2009                     |      | 1 J.   | 2.000 £                          |                                                     |
| Poet Laureate                                                           | UK                                | englisches Königshaus                                                                   | 1999                     |      | 10 J.  |                                  | zuvor seit Ende des 16. Jhdts. lebenslanges Hofamt  |
| PoesieDebütPreis Düsseldorf                                             | Deutsch                           | Heine Haus                                                                              | 2016                     |      | 2 J.   | 5000 €                           |                                                     |
| Poet Laureate der Library of Congress                                   | USA                               | Library of Congress                                                                     | 1937                     |      | 1 J.   |                                  |                                                     |
| Lyrikpreis des portugiesischen PEN-Clubs                                |                                   |                                                                                         |                          |      |        |                                  |                                                     |
| Postpoetry                                                              | Deutschland / Nordrhein-Westfalen | Gesellschaft für Literatur in NRW                                                       | 2011                     |      | 1 J.   |                                  |                                                     |
| Premio de Poesia Actor Mário Viegas                                     |                                   |                                                                                         |                          |      |        |                                  |                                                     |
| Premio Internazionale di Poesia Nosside                                 | international                     | Centro Studi Bosio, Reggio Calabria, Italien                                            |                          |      | 1 J.   |                                  |                                                     |
| Premio Internazionale di Poesia San Gerardo Maiella                     |                                   |                                                                                         |                          |      |        |                                  |                                                     |
| Premio Nacional de Poesía Pedro Henríquez Ureña                         |                                   |                                                                                         |                          |      |        |                                  |                                                     |
| Prix Guillaume Apollinaire                                              | Französisch                       | Académie Goncourt                                                                       | 1947                     |      | 1 J.   | 3.500 €                          |                                                     |
| Rainer-Maria-Rilke-Preis für Lyrik                                      | Deutsch                           | Siegfried Unseld, Christoph Sieber-Rilke                                                | 1975                     | 1979 | 1 J.   | 5.000 DM                         | S. 73                                               |
| Reiner-Kunze-Preis                                                      | Deutsch                           | Stadt Oelsnitz/Erzgeb.                                                                  | 2007                     |      | 2 J.   | 4.000 €                          |                                                     |
| Rhysling Award                                                          | Englisch                          | Science Fiction Poetry Association                                                      | 1978                     |      | 1 J.   |                                  |                                                     |
| Robert-Gernhardt-Preis                                                  | Deutschland / Hessen              | Hessisches Ministerium für Wissenschaft und Kunst                                       | 1993                     |      | 1 J.   | 12.000 €                         |                                                     |
| Robert-L.-Kahn-Lyrikpreis                                               |                                   | Society for Contemporary American Literature in German                                  |                          |      |        |                                  |                                                     |
| Lyrikpreis des rumänischen Schriftstellerverbandes                      |                                   |                                                                                         |                          |      |        |                                  |                                                     |
| Salzburger Lyrikpreis                                                   | Österreich / Land Salzburg        | Land Salzburg                                                                           | 1993                     |      |        | 3.000 €                          | alternierend mit Georg-Trakl-Preis;                 |
| Sickinger Mundartwettstreit                                             | Deutsch / Pfälzisch               | Verbandsgemeinde Wallhalben                                                             | 1991                     |      | 2 J.   |                                  | Sparte Lyrik;                                       |
| Sowol Poetry Prize                                                      |                                   |                                                                                         |                          |      |        |                                  |                                                     |
| Lyrikpreis der Stadt Amsterdam                                          |                                   |                                                                                         |                          |      |        |                                  |                                                     |
| Lyrikpreis der Stadt Graz                                               | Deutsch                           | Stadt Graz                                                                              | 1952                     | 1958 | 2 J.   |                                  |                                                     |
| Lyrikpreis der Stadt Montevideo                                         |                                   |                                                                                         |                          |      |        |                                  |                                                     |
| Preis der Stadt Münster für Internationale Poesie                       | international                     | Stadt Münster                                                                           | 1993                     |      | 2 J.   | 15.500 €                         |                                                     |
| Stefan Hölscher & Geest-Verlag Literaturwettbewerb                      | Deutsch                           | Stefan Hölscher und Geest Verlag                                                        | 2014                     |      | 1 J.   | € 100,00 bis € 300,00            | ; Lyrik, Aphorismen und Prosaminiaturen             |
| Golden Wreath of Struga Poetry Evenings                                 | international                     | Struga Poetry Evenings, Struga, Mazedonien                                              | 1966                     |      | 1 J.   |                                  |                                                     |
| Sveriges Radio Lyrikpreis                                               |                                   |                                                                                         |                          |      |        |                                  |                                                     |
| Lyrikpreis der Unión Nacional de Escritores y Artistas de Cuba          |                                   |                                                                                         |                          |      |        |                                  |                                                     |
| Vera-Piller-Lyrikpreis                                                  | Deutsch                           | Zeitschrift Orte                                                                        | 1984                     | 1991 |        |                                  |                                                     |
| VSB Poëzieprijs                                                         | Niederländisch                    | Stichting VSB Poëzieprijs, Rijksuniversiteit Groningen                                  | 1994                     |      | 1 J.   | 25.000 €                         |                                                     |
| Westfälischer Förderpreis                                               | Deutschland / Westfalen           | Stadt Hagen                                                                             | 2003                     |      | 2–3 J. |                                  | Förderpreis zum Ernst-Meister-Preis für Lyrik;      |
| Wiesbadener Lyrikpreis Orphil                                           | Deutsch                           | Stadt Wiesbaden                                                                         | 2012                     |      | 2 J.   | 10.000 €                         |                                                     |
| Wilhelm-Busch-Preis                                                     | Deutsch                           | Stadthagen / Schaumburger Nachrichten                                                   | 1987                     |      | 2 J.   | 10.000 €                         |                                                     |
| Wolfgang-Weyrauch-Förderpreis                                           | Deutsch                           | Stadt Darmstadt                                                                         | 1979                     |      | 2 J.   | 4.000 €                          | Förderpreis zum Leonce-und-Lena-Preis;              |
| Zürcher Lyrikpreis                                                      | Deutsch                           | Zeitschrift Literatur & Kunst                                                           | 2012                     |      |        | 2.500 SFr                        |                                                     |